# WebSocket
| Familie: | Internetprotokollfamilie                                                         |                 |                 |                 |                 |
| Einsatzgebiet: | bidirektionale Verbindung zwischen einer Webanwendung und einem WebSocket-Server |                 |                 |                 |                 |
| Port: | 80/TCP, 443/TCP                                                                  |                 |                 |                 |                 |
| \| Anwendung \| WebSocket \| WebSocket \| WebSocket \| WebSocket \| WebSocket \| \| Transport \| TCP \| TCP \| TCP \| TCP \| TCP \| \| Internet \| IP (IPv4, IPv6) \| IP (IPv4, IPv6) \| IP (IPv4, IPv6) \| IP (IPv4, IPv6) \| IP (IPv4, IPv6) \| \| Netzzugang \| Ethernet \| Token Bus \| Token Ring \| FDDI \| … \| |                                                                                  |                 |                 |                 |                 |
| Standards: | RFC 6455                                                                         |                 |                 |                 |                 |
| Anwendung | WebSocket                                                                        | WebSocket       | WebSocket       | WebSocket       | WebSocket       |
| Transport | TCP                                                                              | TCP             | TCP             | TCP             | TCP             |
| Internet | IP (IPv4, IPv6)                                                                  | IP (IPv4, IPv6) | IP (IPv4, IPv6) | IP (IPv4, IPv6) | IP (IPv4, IPv6) |
| Netzzugang | Ethernet                                                                         | Token Bus       | Token Ring      | FDDI            | …               |

Das WebSocket-Protokoll ist ein auf TCP basierendes Netzwerkprotokoll, das entworfen wurde, um eine bidirektionale Verbindung zwischen einem Webbrowser und einem WebSocket-Server bzw. einem Webserver, der auch WebSockets unterstützt, herzustellen.

## Vorteile gegenüber reinem HTTP
Während bei einer reinen HTTP-Verbindung jede Aktion des Servers eine vorhergehende Anfrage des Clients erfordert, reicht es beim WebSocket-Protokoll, wenn der Client die Verbindung öffnet. Der Server kann dann diese offene Verbindung aktiv verwenden und neue Informationen an den Client ausliefern, ohne auf eine neue Verbindung des Clients zu warten. Eine vom Server initiierte Übertragung ist bei einer reinen HTTP-Verbindung nur durch verzögertes Antworten auf eine vom Client initiierte Anfrage möglich (long Polling). Seit HTTP/2 kann der Server auch Push-Meldungen absetzen.
Zudem entfallen bei WebSockets die durch den HTTP-Header verursachten zusätzlichen Daten, die bei jeder Anfrage einige hundert Bytes umfassen können.
Technisch betrachtet startet bei WebSocket, wie bei HTTP, der Client eine Anfrage, mit dem Unterschied, dass nach der Übertragung der Daten zum Verbindungsaufbau die zugrundeliegende TCP-Verbindung bestehen bleibt und asynchrone Übertragungen in beide Richtungen ermöglicht.

## URI-Schema
Die WebSocket-Protokoll-Spezifikation definiert zwei neue URI-Schemata, ws: für unverschlüsselte, und wss: für verschlüsselte Verbindungen.

## Der WebSocket-Protokoll-Handshake
Zu Beginn jeder Verbindung führen Server und Client einen sogenannten Handshake durch. Dieser ähnelt dem HTTP-Header und ist vollständig abwärtskompatibel zu diesem, was die Nutzung des Standard-HTTP-Ports „80“ zugleich für normale HTTP-Kommunikation als auch für die Websocket-Nutzung ermöglicht. Der Handshake beinhaltet außerdem weitere Informationen (z. B. die verwendete Protokollversion).

### Anfrage des Clients
Im Folgenden ist ein Beispielhandshake des siebzehnten Protokollentwurfs (draft-ietf-hybi-thewebsocketprotocol-17) dargestellt und erläutert:
Achtung: Ältere Protokollentwürfe können sehr stark von dieser Version des Protokolls abweichen, da es aufgrund von Sicherheitsbedenken umgestaltet wurde. Dies betrifft insbesondere die Entwürfe vor draft-ietf-hybi-thewebsocketprotocol-04.
```
 GET /chat HTTP/1.1
 Host: server.example.com
 Upgrade: websocket
 Connection: Upgrade
 Sec-WebSocket-Key: dGhlIHNhbXBsZSBub25jZQ==
 Origin: http://example.com
 Sec-WebSocket-Protocol: chat, superchat
 Sec-WebSocket-Version: 13

```

Wie auch im HTTP gibt der Client an, auf welche Ressource (hier: /chat) und auf welchen Host (hier: server.example.com) er zugreifen möchte. Außerdem fordert der Client ein Upgrade auf das Websocket-Protokoll. Der zufällig generierte „Sec-WebSocket-Key“ dient zur Überprüfung, ob der Server die Anfrage tatsächlich gelesen und verstanden hat (siehe Abschnitt Antwort des Servers). Unter „Sec-WebSocket-Protocol“ hat der Client die Möglichkeit, auf das Websocket-Protokoll aufbauende Protokolle anzugeben, die die Clientanwendung unterstützt (hier: ein Chat-Protokoll). Selbsterklärend sollte unter „Sec-WebSocket-Version“ die verwendete Protokollversion angegeben werden.

### Antwort des Servers
Auf die obige Beispielanfrage könnte ein Websocket-Server beispielsweise wie folgt antworten:
```
 HTTP/1.1 101 Switching Protocols
 Upgrade: websocket
 Connection: Upgrade
 Sec-WebSocket-Accept: s3pPLMBiTxaQ9kYGzzhZRbK+xOo=
 Sec-WebSocket-Protocol: chat

```

Durch den HTTP-Statuscode 101 und die folgenden zwei Zeilen erklärt der Server, dass er mit dem Wechsel des Protokolls einverstanden ist. Von diesem Zeitpunkt an verwenden beide ein binäres Protokoll, das nicht mehr HTTP-kompatibel ist. Es ist in Pakete aufgeteilt, die als Binär oder Text, als Ping oder Pong oder als Ende der Verbindung markiert sind und die Länge des Inhalts angeben.
Der zurückgesendete Schlüssel unter „Sec-WebSocket-Accept“ dient der Verifikation, dass der Server die Anfrage des Clients gelesen hat. Er wird wie folgt erstellt: An den oben erwähnten, Base64-kodierten String, den der Client sendet („Sec-WebSocket-Key“) wird der Globally Unique Identifier 258EAFA5-E914-47DA-95CA-C5AB0DC85B11 angehängt. Daraufhin wird ein SHA1-Hash des entstandenen Schlüssels erstellt und Base64-kodiert. Anzumerken ist hierbei, dass der ursprünglich empfangene Schlüssel zwar Base64-kodiert ist, jedoch zu keinem Zeitpunkt dekodiert wird.
In diesem Beispiel gibt der Server zusätzlich an, dass er das angeforderte Protokoll „chat“ kennt („Sec-WebSocket-Protocol“).

## Beispiel
WebSocket Client in JavaScript
```
var
 
socket
 
=
 
new
 
WebSocket
(
urlToWebsocketServer
);

// callback-Funktion wird gerufen, wenn die Verbindung erfolgreich aufgebaut werden konnte

socket
.
onopen
 
=
 
function
 
()
 
{

    
console
.
log
(
"Verbindung wurde erfolgreich aufgebaut"
);

};

// callback-Funktion wird gerufen, wenn eine neue Websocket-Nachricht eintrifft

socket
.
onmessage
 
=
 
function
 
(
messageEvent
)
 
{

    
console
.
log
(
messageEvent
.
data
);

};

// callback-Funktion wird gerufen, wenn ein Fehler auftritt

socket
.
onerror
 
=
 
function
 
(
errorEvent
)
 
{

    
console
.
log
(
"Error! Die Verbindung wurde unerwartet geschlossen"
);

};

socket
.
onclose
 
=
 
function
 
(
closeEvent
)
 
{

    
console
.
log
(
'Die Verbindung wurde geschlossen --- Code: '
 
+
 
closeEvent
.
code
 
+
 
' --- Grund: '
 
+
 
closeEvent
.
reason
);

};

```

## Erweiterungen
Die Spezifikation erlaubt die Erweiterung des Websocket-Protokolls durch definierte „Extensions“. Diese werden zwischen Client und Server ausgehandelt.
Beispiele:
- WebSocket Per-frame Compression
- A Multiplexing Extension for WebSockets
- The MessageBroker WebSocket Subprotocol

## Browser-Unterstützung
- Auf WebKit basierende Browser (z. B. Google Chrome, Apple Safari)
- Opera, ab Version 10.70
- Microsoft Edge, ab erster Version
- Mozilla Firefox, ab Version 4[4]
- Internet Explorer, ab Version 10.0